# Seun Adigun
Seun Adigun (née le 3 janvier 1987 à Chicago) est une ancienne athlète nigériane, spécialiste du 100 mètres haies. Depuis 2013, elle est bobbeuse.

## Biographie

### Carrière en athlétisme
Étudiante à l'Université de Houston, où elle est entraînée par Leroy Burrell, ancien détenteur du record du monde du 100 mètres, Seun Adigun participe à plusieurs reprises aux finales des Championnats NCAA. Née aux États-Unis de parents nigérians, elle décide en 2009 de concourir sous les couleurs du Nigeria. En 2009, à Norman, elle porte son record personnel du 100 m haies à 12 s 88.
Elle se distingue lors de la saison 2010 en remportant la médaille d'or du 100 m haies lors des Championnats d'Afrique de Nairobi, établissant en 13 s 14 son meilleur temps de l'année. Sélectionnée dans l'équipe d'Afrique lors de la première édition de la Coupe continentale d'athlétisme, à Split, elle se classe sixième de l'épreuve en 13 s 48.
Seun Adigun participe aux Championnats du monde 2011 de Daegu où elle se classe huitième et dernière de sa demi-finales du 100 m haies en 13 s 14. Peu après les mondiaux, elle remporte le titre des Jeux africains de Maputo, au Mozambique, devançant avec le temps de 13 s 20 sa compatriote Jessica Ohanaja.
En mars 2012, elle se classe huitième du 60 m haies lors des Championnats du monde en salle d'Istanbul (8 s 33) après avoir battu son record personnel en demi-finale en 8 s 07.

### Carrière en bobsleigh
En 2014, elle se met au bobsleigh en créant son propre bob chez elle. Elle contacte Ngozi Onwumere et Akuoma Omeoga pour constituer une équipe et celle-ci s'est qualifiée pour les Jeux olympiques d'hiver de 2018, un exploit pour le Nigeria.

## Vie privée
Elle est la nièce de Hakeem Olajuwon. Elle parle anglais et espagnol. En 2008, elle a été opérée pour la deuxième fois de sa vie (après 2000) au cœur.

## Palmarès
| Date | Compétition                    | Lieu     |  | Épreuve  | Résultat    | Temps   |
| ---- | ------------------------------ | -------- |  | -------- | ----------- | ------- |
| 2009 | Championnats du monde          | Berlin   |  | séries   | 100 m haies | 13 s 33 |
| 2010 | Championnats du monde en salle | Doha     |  | séries   | 60 m haies  | 8 s 58  |
| 2010 | Championnats d'Afrique         | Nairobi  |  | 1re      | 100 m haies | 13 s 14 |
| 2010 | Coupe continentale             | Split    |  | 6e       | 100 m haies | 13 s 48 |
| 2011 | Championnats du monde          | Daegu    |  | d-finale | 100 m haies | 13 s 14 |
| 2011 | Jeux africains                 | Maputo   |  | 1re      | 100 m haies | 13 s 20 |
| 2012 | Championnats du monde en salle | Istanbul |  | 8e       | 60 m haies  | 8 s 33  |
| 2012 | Jeux olympiques d'été          | Londres  |  | séries   | 100 m haies | 13 s 56 |

## Records
| Épreuve     | Performance | Lieu     | Date         |
| ----------- | ----------- | -------- | ------------ |
| 60 m haies  | 8 s 07      | Istanbul | 10 mars 2012 |
| 100 m haies | 12 s 88     | Norman   | 30 mai 2009  |